# Ric et Rac
Ric et Rac : grand hebdomadaire pour tous est une publication illustrée humoristique française fondée en 1929 et disparue en 1944.

## Historique
Ric et Rac : grand hebdomadaire pour tous est une publication illustrée humoristique française publiée du 16 mars 1929 au 18 août 1944, et dirigée par Jean Fayard. 
Le concept de la revue Ric et Rac avait eu un prédécesseur, déjà aux éditions Fayard, le mensuel Touche à tout, paru de 1908 à 1914.  
Pol Rab est le créateur des deux chiens Ric et Rac, un fox terrier blanc et un scottish terrier noir, et le principal illustrateur de l'hebdomadaire. Ric a inspiré Hergé pour dessiner Milou, le fidèle compagnon de Tintin dans Les Aventures de Tintin. Cette information est à vérifier étant donné que la 1re apparition de Tintin et Milou date du 10 janvier 1929. Hergé aurait été très rapide pour s'inspirer des publications Ric et Rac débutant en 1929.  

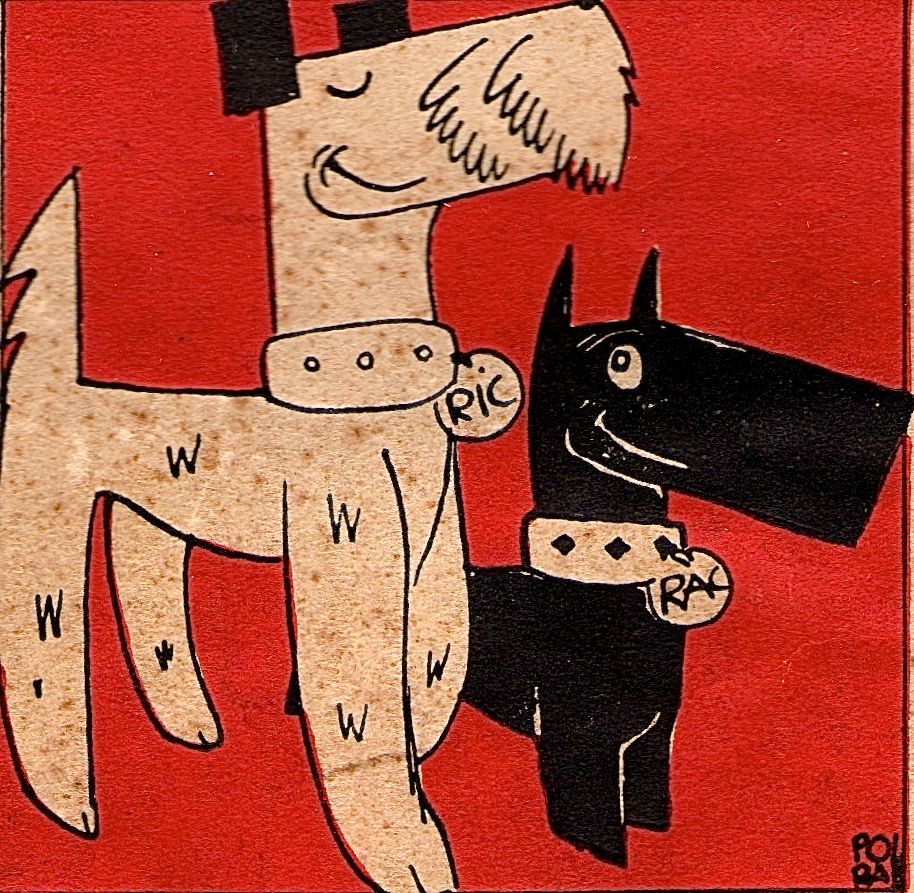
Ric et Rac - couverture de La Vie romancée de Ric et Rac par Pol Rab(1932)

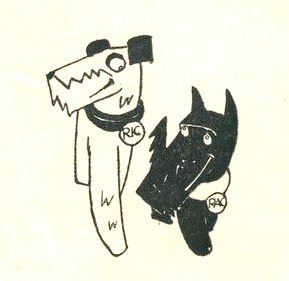
Ric et Rac - extrait de Pas pour jeunes filles, 125 réflexions de Ric et Rac (Pol Rab)

Parmi les illustrateurs ayant participé à ce journal, on peut citer Robert Carrizey, André Foy, Charles Genty, Phil, Maurice Sauvayre, Theodore van Elsen, ou encore Jean-Bernard Aldebert, arrêté sous l'Occupation par la Gestapo pour des dessins dans ce magazine.